# Stan Tutaj
Stan Tutaj, właściwie Stanisław Tutaj (ur. 9 sierpnia 1962) – polski parodysta, kabareciarz, satyryk.

## Życiorys
Działalność artystyczną rozpoczął w 1983 roku w kabarecie „Szerszeń” Kazimierza Brusikiewicza, następnie występował w kabaretach Hanki Bielickiej, Jana Pietrzaka, w kabarecie Pigwa. Od 1995 występuje solo znany jako Stan Tutaj. Telewizyjnej publiczności znany z opolskich kabaretonów (1996, 1998), satyrycznego programu Tadeusza Drozdy „Prywatka u Tadka” (1999), festiwalu kabaretowego Koszalin (2000). Największą popularność zdobył dzięki parodiom prezentowanym w programie „Disco Relax” w TV Polsat, m.in. „Mortadela”, „Viagra”, „Mydełko Fa” i „Silikon”. Wydał 5 płyt, które sprzedały się w kilkusettysięcznych nakładach. Występował dla Polonii w USA, Kanadzie, Australii. Obecnie ze swoim recitalem występuje w całej Polsce.
Podczas występów kabaretowych komentuje aktualną rzeczywistość społeczno-polityczną oraz śpiewa piosenki znanych artystów ze zmienionym tekstem.
Mieszka w Masłowie. Jest mężem Elżbiety i ojcem trzech synów.

## Dyskografia
- Polski Benny Hill, 1995
- Niech żyje szmal!, 1995
- Jaja Tutaja, 1995
- W krainie latających siekier, 1995
- Tutaj mix '97, 1997 – złota płyta[3]
- Jestem łysy, 1998
- Parodie, 1998
- Wesołe jest życie..., 1999
- Stań Tutaj: Parodie, parodie, 2001
- Tutajmałpa.pl, 2006